# Баузоне (Торино)
Баузоне је насеље у Италији у округу Торино, региону Пијемонт.
Према процени из 2011. у насељу је живело 233 становника. Насеље се налази на надморској висини од 298 м.